# Unterainried
Unterainried ist ein Gemeindeteil von Markt Indersdorf im oberbayerischen Landkreis Dachau. Die Einöde liegt circa zwei Kilometer nordwestlich von Indersdorf und ist über die Kreisstraße DAH 2 zu erreichen.